# Ireneusz Branowski

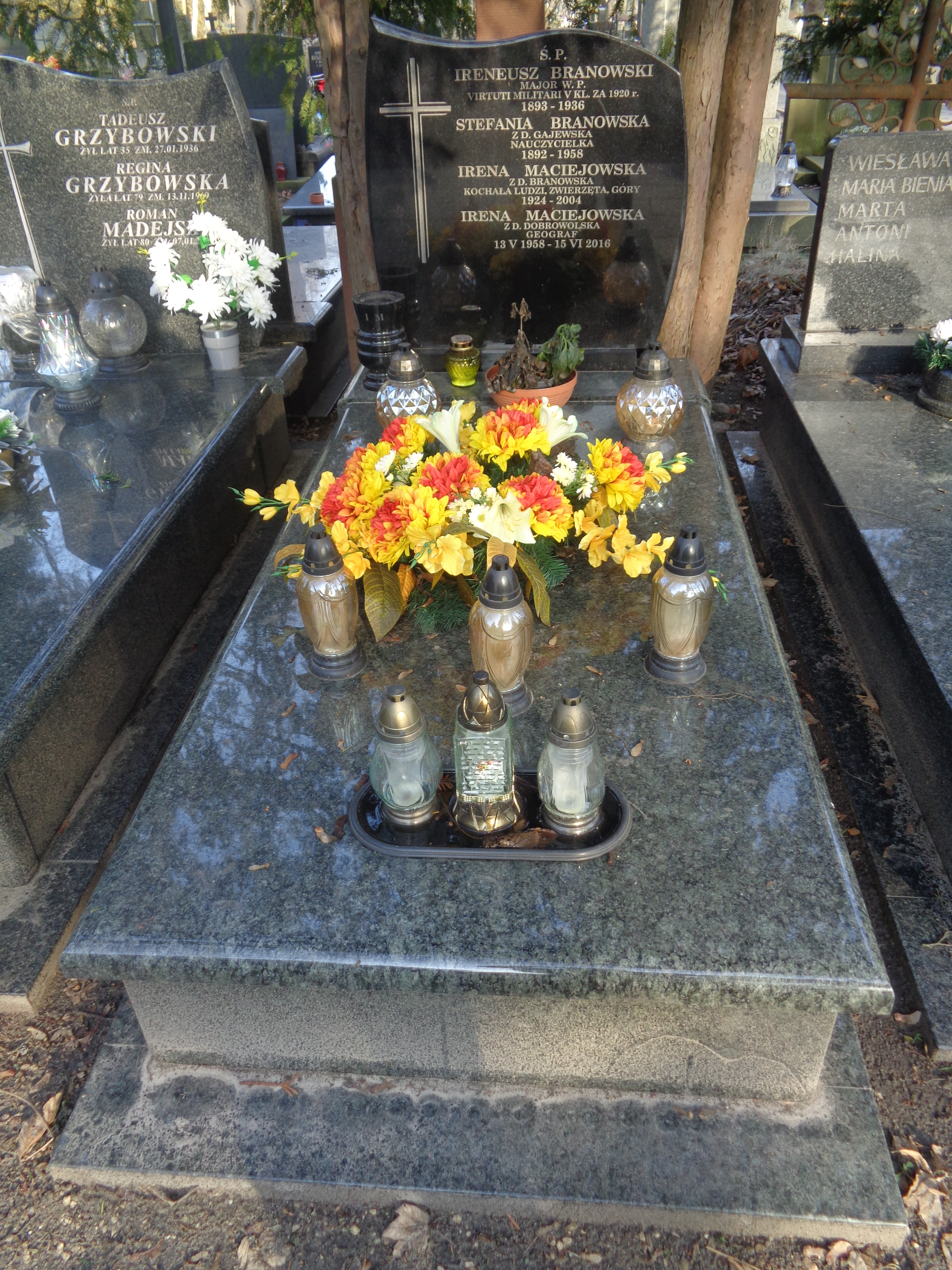
Grób Ireneusza Branowskiego na Cmentarzu Wojskowym na Powązkach

Ireneusz Konrad Branowski, ps. Blahaczek (ur. 25 listopada 1892 w Winnikach, zm. 7 marca 1936 w Warszawie) – major piechoty Wojska Polskiego, działacz niepodległościowy, kawaler Orderu Virtuti Militari.

## Życiorys
Urodził się 25 listopada 1892 w Winnikach, w ówczesnym powiecie lwowskim Królestwa Galicji i Lodomerii, w rodzinie Rudolfa, urzędnika, i Karoliny z Kleszczyńskich.
Od 1911 był członkiem Polskich Drużyn Strzeleckich. W 1914 wstąpił do Legionów Polskich i został przydzielony do 2 pułku piechoty. Od 21 maja do 22 lipca był słuchaczem III Kursu Szkoły Podchorążych Legionów Polskich. 28 lipca 1915 został przeniesiony z batalionu uzupełniającego nr II do 6 pułku piechoty. 1 kwietnia 1916 roku awansował na chorążego. Dowodził plutonem. 6 lipca 1916 został ranny w bitwie pod Kostiuchnówką. Po zakończeniu rekonwalescencji został przydzielony do 3 kompanii uzupełniającej. Od 1 stycznia 1917 ponownie służył w 6 pp. Latem 1917, po kryzysie przysięgowym, wstąpił do Polskiego Korpusu Posiłkowego. 16 lutego 1918, po bitwie pod Rarańczą, został internowany przez Austriaków w Witkowicach.
13 grudnia 1918 został przyjęty do Wojska Polskiego. W czasie wojny z bolszewikami pełnił służbę w Ministerstwie Spraw Wojskowych. 1 czerwca 1921 pełnił służbę w Instytucie Wojskowo-Wydawniczym w Warszawie. 3 maja 1922 został zweryfikowany w stopniu kapitana ze starszeństwem z dniem 1 czerwca 1919 roku i 447. lokatą w korpusie oficerów piechoty. Jego oddziałem macierzystym był 13 pułk piechoty w Pułtusku. W 1923 pełnił służbę w 69 pułku piechoty w Gnieźnie, a w następnym roku, w Oddziale I Sztabu Generalnego. 18 lutego 1928 został awansowany do stopnia majora ze starszeństwem z dniem 1 stycznia 1928 roku i 3. lokatą w korpusie oficerów piechoty. W 1928 został przeniesiony do kadry oficerów piechoty z jednoczesnym przydziałem do Gabinetu Ministra Spraw Wojskowych. 31 marca 1930 został przeniesiony do 32 pułku piechoty w Modlinie na stanowisko dowódcy batalionu. 28 czerwca 1933 został przeniesiony do Szkoły Podchorążych dla Podoficerów w Bydgoszczy na stanowisko kwatermistrza. 18 kwietnia 1935 został przeniesiony do Okręgowego Urzędu Wychowania Fizycznego i Przysposobienia Wojskowego Okręgu Korpusu Nr I na stanowisko komendanta Okręgu Nr 1 Związku Strzeleckiego.
Zmarł 7 marca 1936 w Warszawie. 11 marca 1936 został pochowany na Cmentarzu Wojskowym na Powązkach (kwatera 19A-8-28).
Był żonaty ze Stefanią z Gajewskich (1892–1958), nauczycielką, z którą miał córkę Irenę, ps. Irena (1924–2004), łączniczkę Podobwodu „Sławbor”.

## Ordery i odznaczenia
- Krzyż Srebrny Orderu Wojskowego Virtuti Militari nr 6333 – 17 maja 1922[18][19][1]
- Krzyż Niepodległości – 6 czerwca 1931 „za pracę w dziele odzyskania niepodległości”[20][21]
- Krzyż Walecznych dwukrotnie[21]
- Medal Pamiątkowy za Wojnę 1918–1921[1]
- Medal Dziesięciolecia Odzyskanej Niepodległości[1]
- Odznaka za Rany i Kontuzje z jedną gwiazdką[1]
- Odznaka Pamiątkowa Więźniów Ideowych
- Państwowa Odznaka Sportowa[1]
- Odznaka Strzelecka[1]